# 中山路 (宁波)
中山路是浙江省宁波市一条城市主干道，西起高桥镇 宁波绕城高速，东与福庆北路相交，横穿海曙区和鄞州区。中山路最早的记载见于明永乐年间，时称大街。1946年为纪念孙中山而更名为中山路。中山路分为两段。 318省道路口至解放路称中山西路，解放路至福庆北路称中山东路，其中的世纪大道至福庆北路又称为中山东二路。目前，丽园北路至世纪大道路段为1997年改造，宽42米，双向4车道，部分路段与宁波轨道交通1号线平行，而世纪大道至福庆北路路段则完成于2011年。2014年，从 宁波绕城高速至丽园北路的望春路更名为中山西路并开始进行改造，使得中山路进一步延长。

## 历史沿革
根据考古发掘，中山路附近最早的居民出现于西汉。明代时，今天中山路西门口（古望京门）至东门口（古东渡门）的道路称为大街。清雍正年间，以贯桥为界改称鼓楼东直街和鼓楼西直街。光绪年间统称为鼓楼大街。1925年，鼓楼大街修整，东西段分别改称东大路和西大路。奉化江以东的部分原名大河路，始建于1934年3月，因路上有大河桥得名。1946年，奉化江以西部分为纪念孙中山而改名中山路。文化大革命期间，中山路曾改名为东方红大街，后复名中山路。20世纪80年代，中山路西延至汽车西站东侧河流（今丽园北路），原西郊路并入中山路。同一时期，江厦桥修建，鄞州区大河路、东郊路并入中山路，中山东路东延到中兴路。90年代，中山路进行改造并继续东延至世纪大道，形成宽42米、双向4车道的规模。2011年，为服务宁波东部新城，中山东路东延至福庆北路。2014年，原望春路更名为中山西路，使得中山路进一步延长至高桥镇 宁波绕城高速。

## 文物古迹
中山路沿线文物古迹众多。宁波鼓楼是宁波在三江口建城的标志，也是宁波中心城区仅存的古城楼。咸通塔为浙江省现存的唯一唐代砖塔。20世纪90年代中山路改建时，为了保护咸通塔，道路特地修改了走向。永丰库遗址是中国大陆首次发现的古代大型仓库遗址，目前开辟为永丰库遗址公园。此外，中山路沿线还包含范宅、王宅、徐宅等历史建筑。

## 商业
中山路历来以商业发达而闻名。以状元楼、源康布行、四明药房等宁波老字号为代表的旧式商铺曾经盛极一时。1988年，华联商厦在中山东路开业，这是宁波首家大型现代化商场。此后，新世界百货、金光百货、银泰百货、国际购物中心等数十家大型商场相继进驻中山东路，总营业面积达到20万平方米，号称“浙东商业第一街”。其中，2002年10月建成的天一广场被誉为宁波的“商业航母”。

## 轨道交通
宁波轨道交通1号线从高桥站起即沿中山路向东，直至世纪大道。沿途设置高桥、梁祝、芦港、徐家漕、望春桥、泽民、大卿桥、西门口、鼓楼、东门口（天一广场）、江厦桥东、舟孟北路、樱花公园、福明路、世纪大道共15座车站。其中的鼓楼站为1号线和2号线换乘节点。

## 主要相交道路

中山東路與中興路路口的櫻花公園，圖為中山東路一側

- 宁波绕城高速
- 广泽北路
- 栎高线
- 秋实路（ 204省道）
- 新丰路
- 梁祝路
- 学院路
- 望童路
- 机场路（辅路平交，高架上下匝道）
- 丽园路
- 环城西路
- 望京路（北）、长春路（南）
- 鼓楼（北）、镇明路（南）
- 解放路
- 开明街
- 和义路（北）
- 新江桥（北）、江厦街（南）
- 江东北路
- 曙光路（北）、箕漕街（南）
- 甬港北路
- 中兴路
- 桑田路
- 福明路
- 沧海路
- 世纪大道
- 海晏路
- 河清路
- 福庆路
- 善嘉路